# 이중 생활 (1947년 영화)
《이중 생활》(A Double Life)은 미국에서 제작된 조지 큐커 감독의 1947년 범죄, 드라마, 느와르 영화이다. 로널드 콜먼 등이 주연으로 출연하였고 마이클 카닌 등이 제작에 참여하였다.
로널드 콜먼은 이 영화를 통해 아카데미 남우주연상을 받았다.

## 출연

### 주연
- 로널드 콜먼
- 시그네 하소
- 에드먼드 오브라이언

### 조연
- 쉘리 윈터스
- 레이 콜린스
- 필립 로엡
- 밀러드 미첼
- 조 소여
- 찰스 라 토르
- 윗 비셀
- 피터 M. 톰슨
- 앨런 에드미스턴
- 아트 스미스
- 시드 토맥
- 윌턴 그래프
- 할런 브릭스
- 클레어 칼튼
- 벳시 블레어
- 자넷 워렌
- 마조리 우드워스
- 가이 베이츠 포스트
- 페이 케닌
- 데이빗 본드
- 아서 굴드 포터
- 레슬리 데니슨
- 프레더릭 워록
- 버지니아 패튼
- 보이드 어윈
- 다이어 로버츠
- 엘리엇 레이드
- 매리 영
- 조지아 케인

## 기타
- 미술: 해리 호너
- 의상: 트라비스 밴톤
- 의상: 이본느 우드